# Parco scientifico e tecnologico Luigi Danieli
Il parco scientifico e tecnologico Luigi Danieli è un parco tecnologico che sorge nel distretto industriale di Udine, su un'area di 65.000 m² in prossimità della rete autostradale che collega Venezia, Austria e Slovenia. È costituito da un edificio centrale di 2.700 m² di superficie nel quale sono insediati centri di ricerca, laboratori aziendali di R&D, start-up e spin-off  attivi prevalentemente nei settori ICT, medicale, biotecnologie, energia e ambiente, metallurgia.

## Descrizione
Il parco è nato nel 2004 con il contributo della Regione Autonoma Friuli-Venezia Giulia (ai sensi degli art. 9 e 13 della LR 11/2003 - Disciplina generale in materia di innovazione) che ne ha affidato la gestione operativa a Friuli Innovazione, Centro di ricerca e di trasferimento tecnologico di Udine.
Il parco è associato ad APSTI, il network nazionale dei parchi scientifici e tecnologici italiani. Attualmente ospita una ventina di imprese/laboratori con un totale di circa 130 persone impiegate, in prevalenza giovani ricercatori e tecnici altamente qualificati (il 58% ha una laurea specialistica e il 25% un dottorato di ricerca).
Tra le realtà insediate c'è l'Istituto di Genomica Applicata (IGA), un centro di ricerca scientifica attivo nel settore della genomica strutturale e funzionale degli organismi viventi. L'Istituto ha allestito nei locali del parco un centro di sequenziamento di DNA e un centro di biologia computazionale con macchine per il calcolo parallelo. Il centro è dotato di due sequenziatori di seconda generazione e di una macchina di ultima generazione (Illumina HiSeq2000) capace di decifrare in una sola corsa circa 600 miliardi di basi, corrispondenti  a 6 genomi umani completi, fino a 60 genomi di piante, o 3.000 genomi batterici. I campi di applicazione riguardano lo studio delle specie vegetali ma anche la diagnostica in campo biologico e biomedico. Importanti applicazioni si riscontrano in campo clinico e in particolare oncologico, per scopi di prevenzione e di previsione dell'evoluzione delle malattie e della risposta alle terapie. L'IGA fornisce servizi di analisi e sequenziamento a università, istituti di ricerca, ospedali e imprese.
Distaccato dal parco, nei pressi della sede delle facoltà scientifiche dell'Università di Udine, nei capannoni di via Sondrio, ha sede  il laboratorio di metallurgia e tecnologia delle superfici e dei materiali avanzati, fondato nel 2006 da Friuli Innovazione e dall'Università di Udine. Ambiti di indagine sono la composizione chimica e le caratteristiche di resistenza alla corrosione  e degli aspetti superficiali dei materiali metallici e non metallici.